# Роккамандольфі
Роккамандольфі (італ. Roccamandolfi) — муніципалітет в Італії, у регіоні Молізе,  провінція Ізернія.
Роккамандольфі розташоване на відстані близько 165 км на схід від Рима, 28 км на захід від Кампобассо, 15 км на південний схід від Ізернії.
Населення — 944 особи (2014).

## Демографія
Населення за роками:

Станом на 1 січня 2023 року в муніципалітеті офіційно проживало 25 іноземців з 13 країн, серед них 7 громадян країн Євросоюзу та 2 громадяни України.

## Сусідні муніципалітети
- Канталупо-нель-Санніо
- Кастельпіццуто
- Галло-Матезе
- Летіно
- Лонгано
- Сан-Грегоріо-Матезе
- Сан-Массімо
- Санта-Марія-дель-Молізе